# 류봉기
류봉기(한국 한자: 柳奉基, 1968년 9월 2일 ~ )는 대한민국의 전 축구 선수이자 축구 지도자로 현역 시절 1991년부터 8년동안 성남 FC에서 수비수로 활약했다.

## 수상 내역

### 클럽 (선수)
성남 FC
- K리그1 : 우승 (1993, 1994, 1995), 준우승 (1992)
- 코리아컵 : 우승 (1999), 준우승 (1997)
- 리그컵 : 우승 (1992 아디다스컵), 준우승 (1995 아디다스컵)
- AFC 챔피언스리그 엘리트 : 우승 (1995), 준우승 (1996-97), 4강 (1994-95)
- 아프로-아시안 클럽 챔피언십 : 우승 (1996)

## 참고 자료
- 류봉기 감독' 중랑의 비상을 이끌 적임자
- 양주 류봉기 감독 “일찍 승부수를 띄운 것이..”
- 칼빈대가 축구부를 창단한 이유